# Galerucella vartiani
Galerucella vartiani is een keversoort uit de familie bladkevers (Chrysomelidae). De wetenschappelijke naam van de soort werd in 1966 gepubliceerd door Lopatin.